# Amerostenus tridentatus
Amerostenus tridentatus är en stekelart som beskrevs av Girault 1928. Amerostenus tridentatus ingår i släktet Amerostenus och familjen puppglanssteklar. Inga underarter finns listade i Catalogue of Life.